# Christine Loir
Pour les articles homonymes, voir Loir.
Christine Loir, née le 22 février 1977 à Pont-Audemer (Eure), est une femme politique française.
Membre du Rassemblement national, elle est élue députée dans la 1re circonscription de l'Eure lors des élections législatives de 2022. Elle siège au sein du groupe RN et est membre de la commission des Finances de l'Assemblée nationale.

## Biographie

### Naissance et famille
Christine Loir est née le 22 février 1977 à Pont-Audemer d’une mère femme au foyer et d’un père charcutier. Elle est l’aînée d’une fratrie, son frère et sa sœur sont nés respectivement 7 et 8 ans après elle.
Elle a trois enfants nés au début des années 2000. Elle est assistante maternelle depuis 2001. Elle habite à Verneuil d'Avre et d'Iton, située dans le sud du département de l'Eure.

### Études et vie professionnelle
À l’âge de 17 ans, elle quitte la maison familiale pour Rouen où elle obtient un CAP coiffure. Elle obtient un premier emploi dans un salon de coiffure. À la suite de la fermeture de ce dernier, elle devient jeune fille au pair pendant deux ans en banlieue parisienne.

### Carrière politique
Christine Loir est candidate aux élections départementales de 2021 dans le canton de Verneuil d'Avre et d'Iton. Le binôme qu'elle forme avec Erik Michiels se qualifie pour le second tour mais est battu par le binôme de conseillers départementaux sortant.
Le 19 juin 2022, lors du second tour des élections législatives de 2022, Christine Loir est élue députée dans la première circonscription de l'Eure. Elle bat ainsi la députée sortante Séverine Gipson, candidate de La République en marche et suppléante de Bruno Le Maire en 2017, avec 50,77 % des voix, alors que le Rassemblement national remporte quatre des cinq circonscriptions de l'Eure.
Elle se représente pour les élections législatives de 2024 dans la même circonscription où elle est réélue avec 50,83% des voix.